# Marty (film)
Pour l’article homonyme, voir Marty.
Pour plus de détails, voir Fiche technique et Distribution.
Marty est un film américain réalisé par Delbert Mann, sorti en 1955.
Un homme et une femme au physique très ordinaire et ayant dépassé la trentaine, se résignent au célibat. Lorsqu'ils se rencontrent, l’espoir renaît en eux.

## Synopsis
Marty est un boucher de trente-quatre ans d'origine italienne. Sympathique et sociable, il vit seul avec sa mère, veuve, ses nombreux frères et sœurs étant tous mariés. Célibataire, il est complexé par son physique trapu et ne rencontre pas de succès auprès des femmes. Son entourage et sa mère le poussent à chercher une épouse, mais Marty, après plusieurs insuccès qui l'ont blessé, a décidé de faire son deuil du mariage.
Un samedi soir, il se rend à un bal avec son meilleur ami, Angie. À ce même bal est également venue Clara, une jeune femme au physique quelconque ; un couple d'amis lui a arrangé un rendez-vous avec un de leurs amis qu'elle n'a encore jamais vu. Mais Clara ne plaît pas à son cavalier. Ne souhaitant pas voir sa soirée gâchée, celui-ci demande à des hommes présents au bal de le remplacer auprès de Clara et de la ramener chez elle contre la somme de cinq dollars. C'est d'abord à Marty qu'il s'adresse. Choqué par cette goujaterie, Marty refuse. L'inconnu s’adresse alors à un autre homme, lequel accepte sa proposition. L'homme rejoint Clara. La jeune femme refuse son offre et, blessée dans ses sentiments, elle quitte sa table et gagne le balcon. Marty a assisté à toute la scène ; il rejoint la jeune fille sur le balcon et la trouve en pleurs. Il lui propose alors de danser. Ils font plus ample connaissance : Clara a vingt-neuf ans et est institutrice ; tout comme Marty, elle est sensible et attachante. Ils épanchent leurs cœurs et s’aperçoivent qu'ils se ressemblent beaucoup. Après le bal et une promenade, Marty fait visiter sa maison à Clara. Là, Clara lui fait comprendre qu'elle l'apprécie beaucoup. Clara fait également la connaissance de la mère de Marty. Puis Marty raccompagne la jeune fille chez elle, en bus, et promet de lui téléphoner le lendemain pour un nouveau rendez-vous.
Marty est aux anges, mais son entourage cherche à séparer le couple : ses amis célibataires, amateurs de jolies filles, ont vu Clara de loin et ne l'aiment pas. Même la mère de Marty déclare, sous l'influence de sa sœur Katarina qui lui dit qu'elle se retrouvera seule et abandonnée à un triste sort si Marty se mariait, que Clara a l'air « trop vieille » et qu'elle n'a pas l'air d'être italienne.
Le lendemain soir, Marty sort avec ses amis, décidé à ne pas rappeler Clara. La jeune femme, constatant que Marty ne tient pas sa promesse de la rappeler, pleure en silence dans la maison de ses parents. Marty réalise soudain son erreur et trouve le courage de résister à toutes ces pressions culturelles et familiales : il téléphone à Clara.
Le spectateur comprend, aux paroles qu'il dit à son ami Angie dans la dernière scène du film qui le montre dans une cabine téléphonique, que Marty va épouser Clara.

## Fiche technique
- Titre : Marty
- Réalisation : Delbert Mann
- Scénario : Paddy Chayefsky
- Production : Paddy Chayefsky, Harold Hecht et Burt Lancaster
- Société de production : United Artists
- Musique : Roy Webb
- Musique additionnelle : George Bassman
- Thème de Marty : Harry Warren
- Photographie : Joseph LaShelle
- Montage : Alan Crosland Jr.
- Décors : Robert Priestley
- Costumes : Norma Koch
- Pays de production :  États-Unis
- Langue : anglais
- Format : Noir et blanc - Mono - 1,37 : 1 - 35 mm
- Genre : Film dramatique
- Durée : 91 minutes
- Dates de sortie : 
  - États-Unis : 11 avril 1955
  - France : 14 septembre 1955

## Distribution

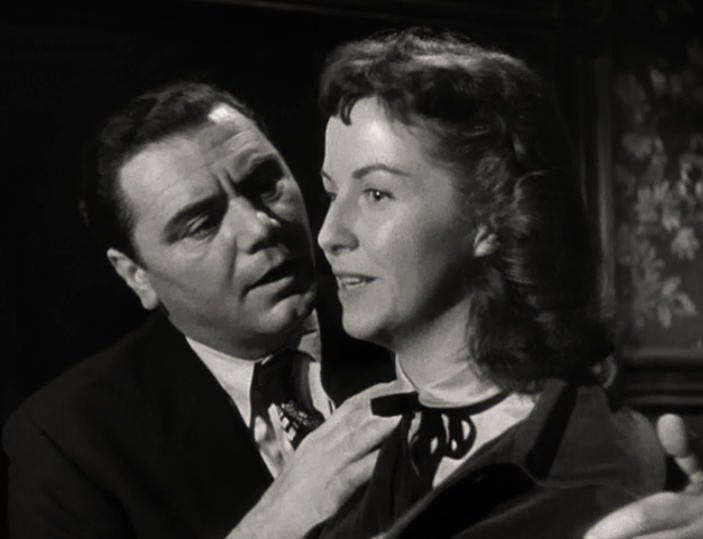
Ernest Borgnine et Betsy Blair dans une scène du film Marty

- Ernest Borgnine (VF : Jean Violette) : Marty Piletti
- Betsy Blair (VF : Dominique Davray) : Clara Snyder
- Esther Minciotti (VF : Cécile Didier) : Mme Theresa Piletti
- Augusta Ciolli : Tante Katarina
- Joe Mantell (VF : Jacques Jouanneau) : Angie
- Karen Steele (VF : Nelly Benedetti) : Virginia
- Jerry Paris (VF : Jean-Claude Michel) : Tommy
- Walter Kelley (VF : Philippe Mareuil) : The Kid
- Charles Cane (VF : Marcel Lestan) : Lou, le barman
- Doris Kemper (VF : Germaine Kerjean) : la femme du bar à la robe à pois
- John Milford (VF : Jacques Thébault) : un copain de Marty

## Distinctions

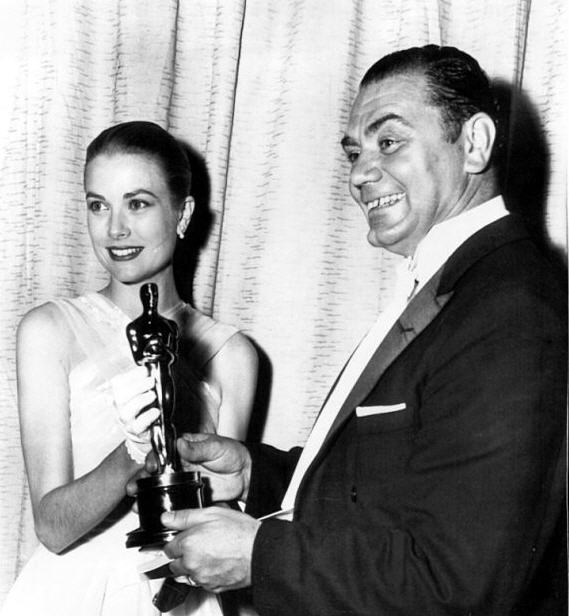
Ernest Borgnine recevant des mains de Grace Kelly son Oscar du meilleur acteur pour son rôle de Marty

Avec Le Poison de Billy Wilder, Parasite de Bong Joon-ho et Anora de Sean Baker, Marty est le seul long métrage à avoir obtenu à la fois l'Oscar du meilleur film à Hollywood et la Palme d'or au Festival de Cannes.
- 4 Oscars 1956 :
  - Meilleur film
  - Meilleur acteur pour Ernest Borgnine
  - Meilleur réalisateur
  - Meilleur scénario
- Palme d'or au Festival de Cannes 1955[1]
- 1956 : Golden Globe du meilleur acteur dans un film dramatique pour Ernest Borgnine
- Le film est inscrit depuis 1994 au National Film Registry pour être conservé à la Bibliothèque du Congrès des États-Unis pour tous les temps en raison de son « importance culturelle, historique ou esthétique »[2].

## Anecdotes
Juste avant de tourner Marty, Ernest Borgnine jouait dans Un homme est passé avec Spencer Tracy. Frustré de ne toujours jouer que les « gros », Borgnine avait évoqué à Tracy la proposition qu'il avait reçu de jouer le premier rôle de Marty, un petit film en noir et blanc réalisé par un scénariste télévisuel. Tracy le lui avait alors déconseillé, estimant que personne n'en entendrait parler, que Borgnine penserait qu'il était devenu une star alors qu'il n'en était rien. Passant outre ce conseil, Borgnine fut nommé aux Oscars dans la même catégorie que Tracy. Lors de la cérémonie des Oscars, Tracy apostropha Borgnine qui allait récupérer sa récompense : « Tu n'écoutes jamais, pas vrai ? »